# Queen Radio: Volume 1
Queen Radio: Volume 1 è la prima raccolta di successi della rapper trinidadiana Nicki Minaj, pubblicata il 26 agosto 2022.

## Tracce
1. Super Freaky Girl – 2:50
2. Super Freaky Girl (feat. JT, Bia, Katie Got Bandz, Akbar V e Maliibu Miitch) (Queen mix) – 3:54
3. Likkle Miss (Remix) (with Skeng) – 2:18
4. Likkle Miss (feat. Spice, Destra Garcia, Patrice Roberts, Lady Leshurr, Pamputtae, Dovey Magnum, Lisa Mercedez e London Hill) (The Fine Nine Remix) (con Skeng) – 6:11
5. Roman's Revenge (feat. Eminem) – 4:36
6. Did It On'em – 3:32
7. Beez in the Trap (feat. 2 Chainz) – 4:28
8. Chun-Li – 3:11
9. Do We Have a Problem? (con Lil Baby) – 3:27
10. We Go Up (feat. Fivio Foreign) – 4:15
11. High School (feat. Lil Wayne) – 3:38
12. Moment 4 Life (feat. Drake) – 4:39
13. Truffle Butter (feat. Drake e Lil Wayne) – 3:40
14. Itty Bitty Piggy – 4:06
15. Barbie Dreams – 4:39
16. Anaconda – 4:20
17. Super Bass – 3:20
18. Starships – 3:30
19. Pound the Alarm – 3:25
20. Your Love – 4:05
21. Right Thru Me – 3:55
22. Bed (feat. Ariana Grande) – 3:09
23. Favorite (feat. Jeremih) – 4:02
24. Save Me – 3:05
25. Fly (feat. Rihanna) – 3:32
26. Seeing Green (con Drake e Lil Wayne) – 5:39
27. Hard White – 3:13
28. Bussin (con Lil Baby) – 2:16
29. Young Money – Lookin Ass (feat. Nicki Minaj) (from Young Money: Rise of an Empire) – 2:40
30. Catch Me – 3:57
31. Girls Fall Like Dominoes – 3:45